# Parargidia octophora
Parargidia octophora är en fjärilsart som beskrevs av Felder 1874. Parargidia octophora ingår i släktet Parargidia och familjen nattflyn. Inga underarter finns listade i Catalogue of Life.